# القنايات
مدينة القنايات بمحافظة الشرقية بمصر. تشتهر بمدينة الملحمة السياسة (مدينة العظماء)هي مدينة زراعيه ويبلغ عدد سكانها حوالي 75000 المساحة 1730 وتبلغ نسبة الاميه بها حوالي 10 بالمائه وتشتهر بالزراعة وتبعد عن الزقازيق حوالي 6 كيلو متر فقط وبها الدائرة الثانية لمجلس الشعب بالشرقيه وممثلها وبها مجلس محلى شامل 24 عضو من أبناء المدينة والمدينة يحدها من الشمال قرية بهنباي ومن الجنوب الزقازيق ومن الشرق الاشراف ومن الغرب الزقازيق.. وهكذا وبها مناطق كثيرة مثل حى القينى / حى الزاوية /المساكن / حي القنايات الجديدة /حى القواس / حى الماسورة/المعاهدة/ حى المرور / حى سيدى يوسف/حي المسلمية/ حي النخل/ ومن القرى التابعة لها(قريه أبوليله/أبوحجاب/أبوفرج/سعدون/بهنباي/الصيادين/أبوعوض الله/الفلاحة/أبونجيده/الصالحى/عبد العال/الغمرى/أبوطاحون/صفيه مباشر/عمرو مباشر/عبد العال مباشر/جاويش/عثمان/حنا/الشرقية/انطون (الطون) أو هنري(هرنى)/مرعى/أبوحسن/سيد احمد
ومما يجدر ذكره ان مدينة الزقازيق كانت تابعة إداريا لمركز القنايات ونتيجة لإتساع دائرتها وزيادة عدد سكانها وما يقع فيه من حوادث ومخالفات ضد اللوائح العامة أصدر ناظر الداخلية عام 1890 قرار بفصل مدينة الزقازيق عن مركز القنايات وجعلها مأمورية قائمة بذاتها